# Oratorio della Santissima Annunziata (Montescudaio)

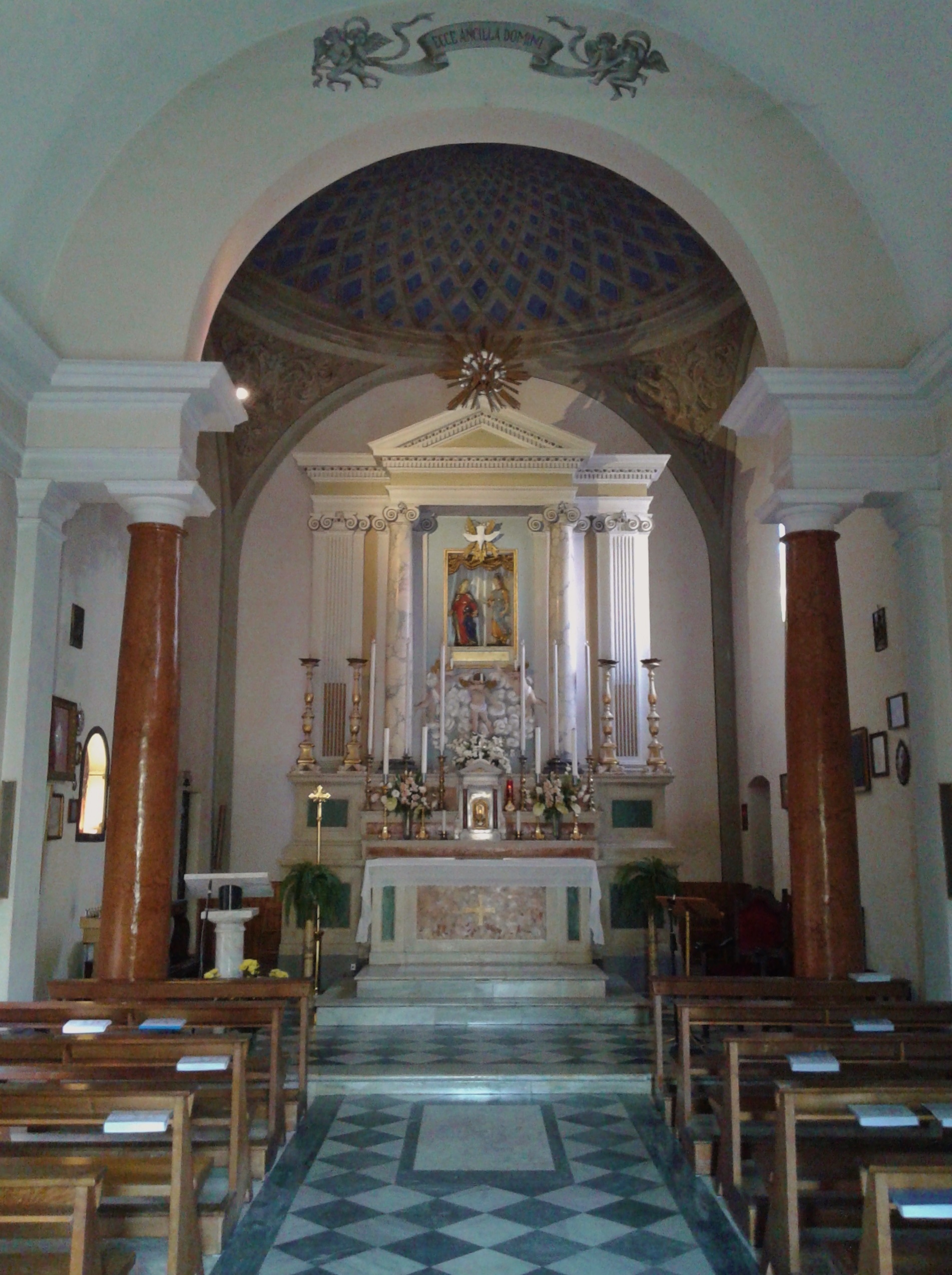
Interno dell'oratorio

L'oratorio della Santissima Annunziata si trova a Montescudaio.

## Storia e descrizione
Inaugurato il 24 marz0 1821 sui resti di una Cappellina privata, è stato completamente rinnovato nell'Ottocento. L'attuale facciata risale agli anni trenta del XX secolo e venne arricchita da due colonne in pietra sormontate da capitelli. Anche il portone principale fu abbellito da due colonne sormontate dal piccolo timpano a cornice rilevata, interrotto nella parte centrale, dove accoglie un bassorilievo raffigurante l'Annunciazione. Alla sommità si trovano i busti in terracotta di san Sebastiano e di san Rocco.
All'interno, il tabernacolo, impreziosito dall'intarsio di alabastri pregiati, è contornato da tre ordini di gradini che si elevano nella parte centrale, dando origine alla nicchia contenente le statue dell'Annunziata e dell'Angelo annunziante in terracotta dipinta, custodite dal 1788  prima nella Chiesa Parrocchiale e poi nell'oratorio, che sono all'origine di un fervente culto mariano.